# Нашиды Исламского государства
Нашиды Исламского государства — песни, выпускаемые Исламским государством в рамках пропаганды для привлечения сторонников и устрашения врагов. Основная тематика — военные действия, мученичество, прославление героев. Большинство нашидов выходит на арабском языке, однако есть также на английском, немецком, русском, китайском и других языках. На производстве нашидов специализируются медиацентры Al-Ajnad Media, Al-Hayat Media, Asedaa Foundation, Al-Ansaar, Hadm Al-Aswar.
Нашид представляет собой традиционную исламскую песню, исполняемую мужским вокалом без музыкальных инструментов. Как говорит Бенам Саид из Йенского университета, нашиды до недавнего времени не занимали значительного места в джихадистской культуре. Рост их популярности начался после «арабской весны», а особенно во время войны в Сирии и в Ираке.
Нашиды ИГ широко распространены в интернете, в том числе на видеохостинге YouTube. Нашиды играют важную роль в пропаганде джихада, являясь эффективным инструментом донесения идей ИГ.

## Тематика
В нашидах ИГ прослеживается несколько мотивов: в настоящее время ислам слаб; человек живёт в унижении, это неприемлемо, так жить нельзя; решением проблемы является джихад; представление бойцов ИГ как образцов для подражания; божественное воздаяние за участие в джихаде и мученическую смерть за веру; провозглашение ИГ, которое осуществляет реальное правление, является лидером и защитником ислама; война и жестокость на войне по отношению к врагам.
Тема слабости ислама упоминается в нашидах «Земля Синая», «Держите позиции и будьте терпеливы», «Почему ты покоряешься», одно из предлагаемых объяснений слабости — это отклонение уммы от истинной веры, пути пророков. Этот мотив рассчитан, чтобы найти отклик в сердцах слушателей, пробудив их чувства. Слабость уммы потенциально затрагивает чувства значительной части мусульманского населения, исламская цивилизация в последние века терпела одно поражение за другим от «неверных», которые сейчас лидируют во многих сферах жизни. Певец подводит слушателей к мысли, что надо хоть что-то сделать, чтобы помочь умме. Тема слабости ислама может перекликаться с личным опытом слушателей.
Чувство униженности человека затрагивается в нескольких нашидах, в частности, «Я не хочу жить в унижении» и «О Господь мой, я прошу тебя». Возможно, эта тема направлена на молодых арабоязычных мусульман: арабские страны имеют высокую долю населения в возрасте до 30 лет, с высоким уровнем безработицы — в сочетании с тем, что молодые арабы довольно хорошо образованы, это создаёт взрывоопасную смесь. Люди могут ощущать себя исключёнными из экономической, социальной и политической жизни, будучи не в состоянии реализовать жизненные цели. Однако чувство унижения может быть актуально и для части молодых мусульман на Западе, которые подвергаются дискриминации и чувствуют себя исключёнными из общества. Нередко представители второго или третьего поколения мусульманских иммигрантов уже не ощущают себя частью сообщества, к которому принадлежат их родители, но они также не ощущают себя и частью западного общества.
Тема джихада как решения проблем присутствует почти во всех нашидах. Они призывают вернуть былую славу ислама и присоединиться к борьбе. Джихад изображается как выход не только для уммы в целом, но и для отдельного человека. Слушателю объясняется, что мученическая смерть и джихад могут прекратить жизнь унижений. В нашиде, где певец сообщает, что он подорвёт себя в казармах врага, поётся: «Мой брат, присоединись ко мне, если я погибну; жизнь в унижении — это не жизнь».
Представление ИГ как лидера и защитника ислама раскрывается в нашиде «Победа даруется принявшим мученичество» (араб. يا فوز من نال الشهادة صادقًا‎; Ya Fawza Man ash-Shahadata Sadiqan), который обращается к истории джихада. Певец напоминает о войне в Афганистане; о том, как «герои» и «муджахиды» бросили свои дома и семьи, оставили комфорт ради джихада, они стекались на войну из Египта, Алжира, Йемена и других регионов. Привлекается внимание к их решительности и храбрости, певец обращается к слушателям: «Спроси уцелевших русских о их (муджахидов) непоколебимости, спроси их, как они (муджахиды) разрушили их твердыни». Далее певец проводит параллели с ИГ, утверждая, что в нынешней войне в Месопотамии (Ирак) и Леванте (Сирия) и бойцы ИГ следуют по стопам афганских муджахидов.
В нашиде «Моё государство остаётся», вышедшем в июне 2017 года, утверждается, что ИГ не исчезнет, несмотря на военные неудачи. Певец сравнивает ИГ со «спасённой общиной» (имеются ввиду мусульмане).

## Известные нашиды

### My Ummah, dawn has appeared
My Ummah, dawn has appeared (Ummati, Qad Lāḥa Fajarun, «Моя умма, рассвет начался») — наиболее известный нашид ИГ на арабском языке, выпущенный в конце 2013 года. Его называют неофициальным гимном ИГ, хотя ИГ никогда не признавала его своим гимном. Песню часто исполняют во время различных мероприятий ИГ. В ней поётся о подъёме «Исламского государства», которое появилось благодаря «крови праведников» и «джихаду благочестивых»; о том, что «победа близка», «эпоха тьмы подходит к концу», «мученики жертвуют свои души Аллаху и вере».
Некоторые западные комментаторы отмечали, что даже на них песня произвела впечатление. Специалист по Среднему Востоку из Мэрилендского университета Филипп Смит говорит, что этот нашид придаёт силы и воодушевление. Исследователь из Гамбурга Бенам Саид, работающий аналитиком на немецкие спецслужбы, сказал, что, когда он впервые услышал песню, то долго не мог выбросить её из головы. Музыкальный журналист Алекс Маршал называет «Мою умму» бесспорно красивым произведением, которое, по его мнению, в музыкальном плане лучше любой другой религиозной песни. Французский журналист Мэри Пупинель писала, что хотя слова песни непонятны западному слушателю, она обладает «магнетическим очарованием и мистической аурой», заставляя содрогнуться. Автор задаётся вопросом: если нашид впечатляет таких «муртадов и кафиров», как она, то с какой силой он действует на ревностно верующих?

### Salil as-Sawarim
Salil as-Sawarim (араб. صليل الصوارم‎; «Звон мечей») — нашид на арабском языке, известен благодаря документальному фильму ИГ с одноимённым названием. Нашид призывает воевать с врагами, сражаться с тиранией и утверждает, что погибшие на этом пути будут «наслаждаться вечностью в раю».

### For the sake of Allah
For the sake of Allah («Во имя Аллаха») — нашид на английском языке. В нём поётся о «воинах Аллаха», которые не боятся смерти и движутся к вратам рая, где их ждут девы. Песня звучала в документальном фильме «Рассвет халифата и возвращение золотого динара» с презентацией золотого динара ИГ, обращении ИГ после терактов в Париже, в видео с прославлением Омара Матина, устроившего стрельбу в Орландо.

### «Скоро, очень скоро»
«Скоро, очень скоро» — нашид на русском языке с угрозами в адрес России, выпущен медиа-центром Al-Hayat после подрыва российского пассажирского самолёта в Египте. Видеоряд представляет собой компиляцию старых видео с казнями и кадров российских городов. В нём поётся, что «скоро кровь прольётся морем», «кафиры» будут убиты, их жён возьмут в наложницы, а из их детей сделают рабов. В тексте есть заявления: «И Кавказ вернём мы», «Будет нашим Крым», «И Урал вернётся», «В Татарстане править шариат хотим». В субтитрах на английском языке вместо «Крым» ошибочно указано «Кремль» (Kremlin).

### Khilafah telah kembali
Khilafah telah kembali («Халифат вернулся») — нашид на индонезийском языке. Звучит на видео «Поколение эпических битв» с тренировкой детей из Индонезии, Малайзии и Филиппин, а также на видео, посвящённом Омару Матину.

### Qariban Qariba
Qariban Qariba («Скоро, скоро») — нашид на арабском языке, носит устрашающий характер, представляет собой обращение к врагам ИГ. Вышел летом 2014 года после создания международной коалиции, в нём звучат угрозы перенести бои в страны коалиции. Звучит на видео с сожжением иорданского пилота Муаза аль-Касасиба, видео с обезглавливанием курдских бойцов пешмерга, видео с обезглавливанием коптов на пляже в Ливии. Омар Абдель Хамид аль-Хуссейн, устроивший стрельбу в культурном центре и синагоге в Копенгагене в феврале 2015 года, перед атакой разместил в своём Facebook этот нашид.

### On va pas se laisser abattre
On va pas se laisser abattre («Нас не сломить») — нашид на французском языке, вышел в марте 2015 года после нападения на редакцию Charlie Hebdo. Песня одобряет атаку на редакцию Charlie Hebdo, которая «смеялась над пророком» и «теперь мертва», обещает новые атаки на Францию, «ужасную месть», звучат слова «Что посеешь, то и пожнёшь».

### Fisabilillah
Fisabilillah («На пути Аллаха» или «Во имя Аллаха») — нашид на немецком языке, содержит угрозы в адрес западных стран. Вышел в апреле 2015 года. Видеоряд содержит сцены приготовления к теракту (по обстановке — в западной стране): человек читает исламские тексты и смотрит видео ИГ на ноутбуке, затем готовит пояс смертника, закладывает бомбу в автомобиль, достаёт снайперскую винтовку. В тексте содержится угроза в адрес Германии: «Во Франции это уже сделано, в Германии спящие ячейки ждут своего часа». Звучит призыв «Заправь своё авто. Поехали, брат! Твой сосед — кафир» на фоне быстро движущегося автомобиля.

### Haya Alal Jihad
Haya Alal Jihad («Вперёд, на джихад») — нашид на немецком языке, исполняет немецкий рэпер Deso Dogg (под именем Абу Тальха аль-Альмани, также является исполнителем нашида Fisabilillah). Песня призывает мусульман к джихаду и принятию мученичества, содержит призыв: «Братья, вставайте!» Видео с английскими субтитрами опубликовано в Твиттере в июне 2014 года, содержит кадры интенсивных перестрелок из фильмов «Пламя войны» и четвёртой части «Звона мечей». Песня звучала на видео ИГ, вышедшем после терактов в Брюсселе в 2016 году.
Призыв «Haya Alal Jihad» содержится в одном из первых нашидов на немецком языке Sterben um zu leben («Умереть, чтобы жить»), опубликованном в 2009 году. Его исполняет участник организации «Исламское движение Узбекистана» (движение позднее присягнуло лидеру ИГ), в песне также призывают к джихаду.

### Dawlatuna Mansura
Dawlatuna Mansura («Наше государство — победоносное») — нашид на немецком языке, выпущен в декабре 2014 года. В нём поётся: «Здесь собрались муджахиды со всего мира, ничто нас не остановит, мы сражаемся по воле Аллаха, наше государство — победоносное». Видео с английскими субтитрами демонстрирует боевые сцены, кадры из городов, а также бойцов ИГ, дающих клятву верности Абу Бакру аль-Багдади. В одном из кадров появляется немец из салафитской группы «Миллату Ибрахим», готовящийся стать смертником.

### Lana al-Murhafat
Lana al-Murhafat («Наши мечи остры») — нашид на арабском языке, выпущен в конце лета 2014 года. Является основной темой фильма ИГ «Flames of War: fighting has just begun». Песня содержит в себе призывы к убийству неверных, угрозы для врагов Исламского государства: «Мы сжигаем мечом сборища неверующих, Мы очищаем мир от ночи злодеяний, И тогда в мире взойдёт новая заря».

## Количество аудиозаписей
Доподлинно неизвестно сколько нашидов выпустил тот, или иной медиацентр. Установлено только примерное количество: Ajnad Meida - 188 аудиозаписей, Asedaa - 88 аудиозаписей, Al-Ansaar - 9 и Al-Hayat - 55 нашидов.